# Carthage (Missouri)
Carthage é uma cidade localizada no estado americano de Missouri, no Condado de Jasper.

## Demografia
Segundo o censo americano de 2000, a sua população era de 12.668 habitantes.
Em 2006, foi estimada uma população de 13.343, um aumento de 675 (5.3%).

## Geografia
De acordo com o United States Census Bureau tem uma área de
24,8 km², dos quais 24,7 km² cobertos por terra e 0,1 km² cobertos por água. Carthage localiza-se a aproximadamente 291 m acima do nível do mar.

## Localidades na vizinhança
O diagrama seguinte representa as localidades num raio de 12 km ao redor de Carthage.